# Tończa (powiat węgrowski)
Tończa – wieś w Polsce położona w województwie mazowieckim, w powiecie węgrowskim, w gminie Liw. 
Na terenie wsi utworzono dwa sołectwa: Tończa i Tończa-Janówki.
Wieś istniała już w połowie XVII w. Wieś posiadał w 1673 roku starosta warszawski i referendarz koronny Jan Dobrogost Krasiński, Toncza leżała w ziemi drohickiej województwa podlaskiego w 1795 roku. Nazwa Tończa uważana jest za przezwiskową. Znana w 1827 również jako Tonycza.
W latach 1975–1998 miejscowość należała administracyjnie do województwa siedleckiego.
Tończa to wioska niedaleko wsi Starawieś, w której znajduje się neogotycki pałac (osobny artykuł: Pałac w Starejwsi). Niedaleko płynie także rzeka Liwiec. Blisko jest do lasów i Nadbużańskiego Parku Krajobrazowego.
Wierni Kościoła rzymskokatolickiego należą do parafii św. Michała Archanioła w Starejwsi.

## Części wsi
| SIMC    | Nazwa     | Rodzaj    |
| ------- | --------- | --------- |
| 0678162 | Janówki   | część wsi |
| 0678179 | Osowiec   | kolonia   |
| 0678185 | Zabródnie | część wsi |

## Historia
20 maja 1669 Tończę wraz z kilkoma innymi, okolicznymi wsiami oraz dobra węgrowskie od Bogusława Radziwiłła zakupił hr. Jan Kazimierz Krasiński herbu Ślepowron.
W 1726 roku Tończa nadal należała do parafii starowiejskiej.
Ze źródeł kościelnych z 24 października 1795 wynika, że podczas III rozbioru Polski, dekanat węgrowski wchodził do zaboru austriackiego zwanego Galicją Zachodnią lub Nową, która tymczasowo zostaje podzielona na dystrykty. Już 18 lipca 1796 Komisja Urządzająca Galicję Zachodnią podzieliła ją na 18 cyrkułów. Węgrów i okolice razem ze Starą Wsią (a także Tończą) weszły do cyrkułu siedleckiego.
W 1815 roku pod Tończą znajdowało się pole za Olszyną, a naprzeciw Tończy pole Otoki.
Źródła kościelne datowane na 27 czerwca 1818 opisują, że do parafii starowiejskiej nadal należała wówczas Tończa, zamieszkiwana przez 171 mężczyzn i 201 kobiet, a funkcję sołtysa pełnił Mateusz Ozarek.
1827 roku Tończa (Tonycza) liczyła 47 domostw i 373 mieszkańców.
Według źródeł parafialnych Starejwsi, 23 grudnia 1918 na terenie tejże parafii znajdowało się 11 szkół gminnych, w tym jedna w Tończy.
Tończa jest miejscem części akcji powieści Joanny Chmielewskiej Boczne Drogi (1976) i Studnie przodków (1979).
We wsi w 1945 urodził się Andrzej Sowa – polski historyk i popularyzator historii, dziennikarz naukowy Polskiego Radia specjalizujący się w tematyce historycznej, autor audycji (w tym słuchowisk) radiowych oraz książek o tematyce historycznej. 